# مقاطعة كارفر (مينيسوتا)
مقاطعة كارفر (بالإنجليزية: Carver County)‏ هي إحدى مقاطعات ولاية مينيسوتا في الولايات المتحدة الأمريكية.